# Camillo Rossi

Giancamillo Rossi nel suo studio di Pescara

Camillo Rossi (Bari, 11 dicembre 1907 – Pescara, 27 febbraio 1982) è stato un attore, regista, scultore, scenografo teatrale e marionettista italiano.

## Biografia
Giancamillo (ma il nome di battesimo era Camillo) Rossi nacque da Alfredo ed Ernestina Flocco.
A causa dei frequenti cambiamenti di sede del genitore (vice rettore e poi rettore dei convitti nazionali), rimane difficile ricostruire la formazione scolastica e artistica di Giancamillo.
Da Bari, la famiglia si spostò in altre città fino a giungere a Teramo dove l'anziano rettore concluse la sua carriera al “M. Delfico”, al termine dell'anno scolastico 1932-1933, prima di ritirarsi definitivamente a Chieti.
Vissuto per parecchi anni a Milano, egli vi perfezionò con molto profitto la sua inclinazione artistica di autodidatta, rendendosi pienamente padrone dell'arte del marmo, e affermando, presso il Teatro alla Scala, le sue doti di modellista e scenografo.
Le sue attività, in gran parte attinenti alla produzione artistica, si sono svolte in Abruzzo.
D'ingegno quanto mai versatile, spaziò dalla scultura alla pittura, dal teatro alla creazione di marionette. Le prime notizie sono quelle relative agli anni trascorsi a Teramo, dove rimase dal gennaio del 1933 all'ottobre del 1945, eccezion fatta per il periodo trascorso sotto le armi, dal 26 agosto 1943 al 27 maggio 1944.

## Attività teatrale
Tra gli anni trenta e quaranta Giancamillo Rossi iniziò a svolgere un'intensa attività teatrale, collaborando con il teatro dei G.U.F. (Gruppo Universitario Fascista), uno dei sette “sperimentali” stabili italiani in funzione dal 1939 al 1943, nato dalla passione dei fratelli Pietro, Giovanni e Vittorio Boccabella.

Alla compagnia diede un contributo determinante sia come attore che come regista e scenografo: «un attore tra i più vivaci ed immediati […]; disegnava e realizzava scene e costumi, costruiva laterali e fondali, cieli, panorami e soffitti, inventava macchine di scena ingegnosissime».
Particolarmente versatile e abile nell'attività manuale, di lui si ricorda la riproduzione in scala dell'allora teatro comunale, al cui interno la compagnia aveva sede.
Non sono molte le notizie in nostro possesso relative agli spettacoli ai quali prese parte.
In una breve scheda pubblicata nella Rassegna dei teatri G.U.F. si legge di lui: «Scultore. Scenografo. Docente di truccaggio […]. Ha curato la scenografia di: “Musica di foglie morte” di Rosso di San Secondo, “Giornata nel tempo” di E. Treccani e delle riviste “Mappamondo” di G. Paparoni e “Donne fatali” di Bixio-Cherubini».
Nel 1942 fu tra gli interpreti principali de “L'ex alunno” di Giovanni Mosca, diretto da Pasquale Fabbri.

Gli altri attori furono Giobatta Antonelli, Fernando Aurini, Nella Bartoli, Felice De Luca, Maria Di Paolo, Gino Gemignani, Luigi Maggio, Elena Nardini e Franco Sisino.
Il legame con Teramo dovette proseguire anche dopo il 1945, quando si trasferì a Chieti.

Nel 1946, infatti, l'amico Vittorio Boccabella aveva iniziato a dirigere il mensile di teatro “Palcoscenico italiano”.
Nel secondo numero, Camillo (anzi, Giancamillo) Rossi firma una “lettera al direttore”, nella quale suggerisce di dedicare una parte della rivista «a quel mondo che vive alla periferia del teatro stesso […]. L'allestimento scenico, il truccaggio, la scenografia, i vestiti, l'arredamento, dei quali con troppa facilità si fa a meno o ai quali si rimedia per mezzo di ripieghi».
Nel giugno del 1948, recitò al teatro Comunale ne “La fiaccola sotto il moggio” di Gabriele D'Annunzio, con la compagnia di Lamberto Picasso.

## Attività scultorea
Durante il periodo teramano dovette svolgere anche una intensa attività scultorea, come si desume da alcuni articoli di giornale. Si ha conoscenza di un busto di Sant'Agata, in terracotta bronzata, realizzato probabilmente nel 1941 in occasione della inaugurazione della cripta dedicata alla santa, scavata nella roccia, all'inizio di Contrada di Portanova a San Marino; di una terracotta, del 1935, raffigurante un frate cercatore, che l'artista donò a Pietro Boccabella; di un ritratto di Baudelaire, e di un altro, Il martire, raffigurante Cesare Battisti, esposto a Teramo nel 1938.
Da Teramo – come detto – tornò a Chieti probabilmente per cercare altrove i mezzi per continuare a vivere e ad operare nel campo dell'arte. Qui rimase fino al febbraio del 1958, quando decise di trasferirsi definitivamente nella vicina Pescara.
Durante gli ultimi tempi di permanenza nella città teatina, aveva ricevuto dalla locale Sovrintendenza del Museo Archeologico Nazionale, l'incarico di creare i costumi per la mostra organizzata a Sulmona, dal primo ottobre 1957 al 30 settembre 1958, in occasione delle celebrazioni del bimillenario ovidiano.

## Attività marionettistica
Giunto a Pescara, nel 1958, Giancamillo, dopo aver cambiato tre residenze, si trasferì il primo luglio 1970 al n. 104 della centralissima via Genova. Lì aprì la sua bottega che, ben presto, trasformò in una sorta di cenacolo di artisti. È lui a fare da cenobiarca, anche grazie alla straordinaria carica di affabilità e di umanità che riusciva a trasmettere.
Gli anni pescaresi furono certamente quelli che gli diedero maggiore notorietà come costruttore di marionette.
La stampa, anche quella specializzata, iniziò a occuparsi dell'originalità di una “scuola” che sembrava non avere tradizioni nella regione: «Una produzione nuova che non ha precedenti in Abruzzo è quella dei burattini di Giancamillo Rossi di Pescara: si tratta di marionette a grandezza naturale, scolpite in legno di cirmolo. L'artista è animato da uno spirito popolaresco, ed accentua ed esagera le caratteristiche di ciascun soggetto secondo i canoni classici dell'opera dei pupi ottocentesca».
Venne chiamato a partecipare a trasmissioni televisive e a numerose mostre in Italia e all'estero: Torino, Caracas, Chicago, Toronto, Ancona.
A detta di molti, l'originalità di questa produzione risiedeva nel fatto che l'artista trovasse ispirazione non soltanto dalle marionette della tradizione, ma anche da personaggi contemporanei. Un'aderenza alla società che lo portava a “vestire” le sue creature magari in jeans e maglietta o a dar loro i volti di personaggi famosi. Ecco, allora, nascere il Maestro di violino (dalla canzone omonima di Domenico Modugno), Sbirulino (maschera già portata in televisione da Sandra Mondaini), Paganini e Geppetto, tra le più espressive, insieme a un più ‘autorevole’ Giovanni Leone.
Ma in quei pezzi, mobili, snodabili, di altezza che poteva essere ben superiore al mezzo metro, c'era soprattutto lui, Giancamillo, con una passione creativa tale che indubbiamente va oltre il contatto materiale col legno. Il volto del creatore sembra essere intagliato come quello delle sue creature e la rassomiglianza di alcune marionette con l'artista appare evidente.
Egli non costruiva per la scena: «costruisce le marionette, che poi muove in numeri da solista». La sua “scena” era la bottega di via Genova, il museo, magari la casa del collezionista. Forse solo qualche marionetta conobbe l'emozione di lavorare in palcoscenico.
Eppure, il “maestro” un sogno l'aveva: quello di creare un teatro-museo e di aprire una vera scuola dove poter tramandare i propri segreti. Avrebbe voluto lasciare tutto al Comune di Pescara, «in modo che l'arte della marionetta pescarese non debba anch'essa morire».
Quando la morte lo colse, stava lavorando alla costruzione di un piccolo teatro tutto suo. Un sogno che non fece in tempo a concretizzare. Un male terribile lo aggredì durante l'inverno del 1982. Il 27 febbraio, i riflettori di quel piccolo teatro si spensero all'ospedale di Pescara.

## Sculture
- Sant'Agata, terracotta bronzata, 1941, Cripta di Sant'Agata, Repubblica di San Marino;
- Frate cercatore, terracotta, 1935, coll. priv. Simonetta Boccabella, Pescara;
- Ritratto di fanciulla, Studio di testa, Ritratto del Tenente Loris Antellini, Testa di bambino, in Mostra provinciale d'arte pura e applicata, Teramo 2 luglio-2 agosto, XV E.F. [1937];
- Il martire [Cesare Battisti], V Mostra interprovinciale d'arte, Teramo, 1938;
- Baudelaire, terracotta, in "Antologia degli artisti abruzzesi contemporanei", a cura di Luigi Braccili, Pescara, Editoriale Trebi, 1960;
- Ritratto di uomo, terracotta, coll. priv., Montesilvano (Pe).

## Marionette
Da un elenco manoscritto, stilato all'indomani della scomparsa, risulta che Giancamillo Rossi aveva lasciato, oltre ad alcuni teatrini, teste in legno decorate e scatole contenenti vari accessori:
n. 20 marionette a bilanciere, alte 83 cm;
n. 6 marionette alte 57 cm;
n. 20 marionette, raccolta di produzione inglese, alte 32 cm;
n. 11 marionette a bastone, alte 83 cm.
Alcune marionette (appartenenti a collezioni private) sono:
- Sciatore pazzo;
- Geppetto;
- Uomo in frac;
- Paganini;
- Sbirulino;
- Giovanni Leone;
- Il pirata;
- Cow-Boy;
- Il Texano;

si ricorda, inoltre, che la marionetta Clown appartiene al Museo dei Burattini, di Parma